# Thomas de Beaumetz
Pour les articles homonymes, voir Beaumetz (homonymie).

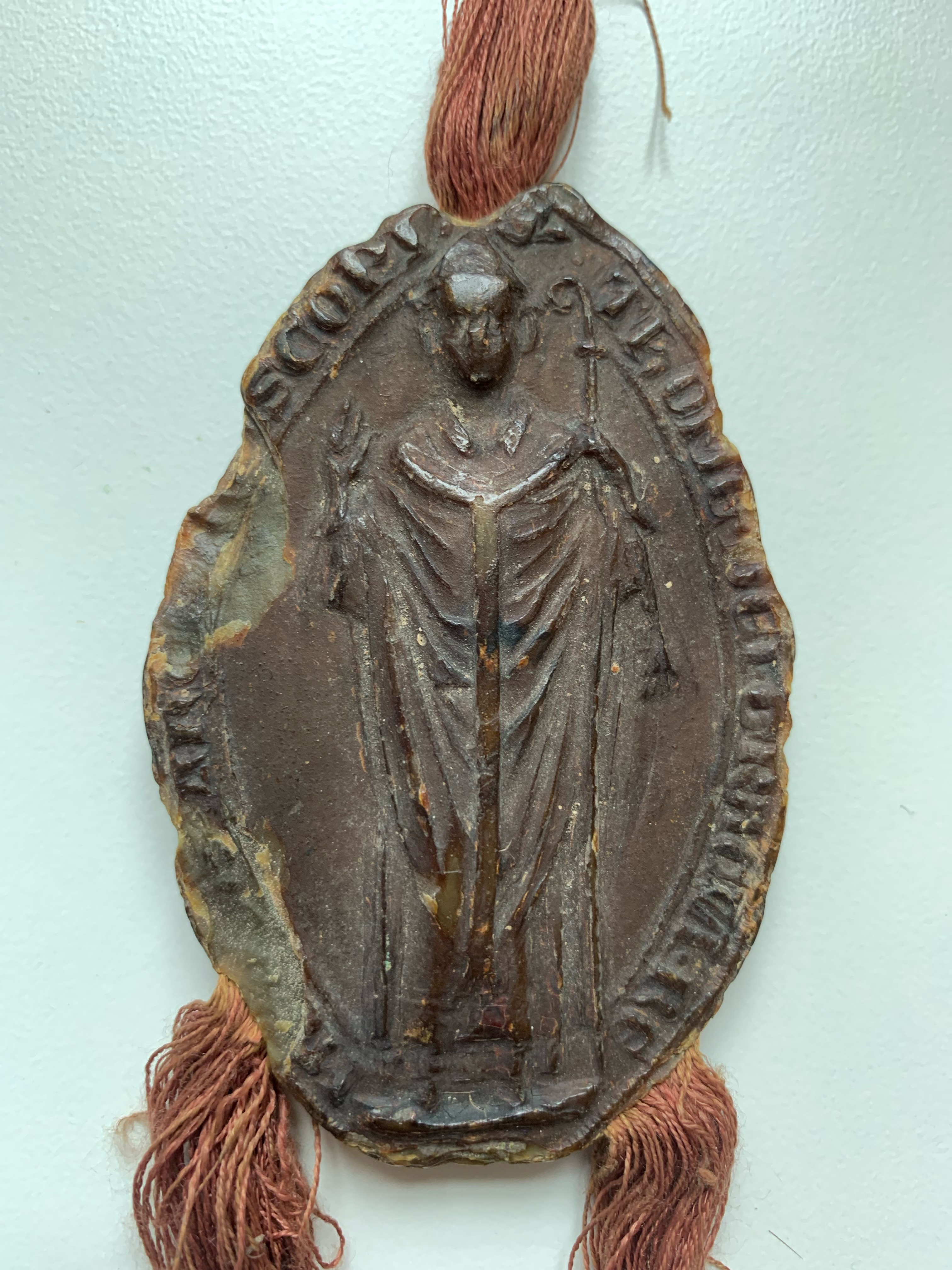
Sceau de l'évêque de Reims Thomas de Beaumetz. Série S [Biens des établissements religieux supprimés à la révolution]. Cote S 5032 - Commanderie de Boult et Merlan - Archives Nationales.

Thomas de Beaumetz, mort le 17 février 1262, archevêque de Reims (1249-1262), fils de Gilles Ier de Beaumetz, seigneur de Beaumetz et Bapaume, et d'Agnès de Coucy.

## Biographie
Il participe le 14 novembre 1255 au Concile de Senlis qui avec 6 de ses suffragants jette un interdit sur tout le Domaine du roi situé dans la province de Reims. Le roi: Louis IX, arrêta cette affaire en rendant à Paris un jugement favorable à l'archevêque au mois de janvier 1236 en en nominant deux commissaires qui prirent toutes les précautions pour ôter toutes manières de division, comme on le voit par le jugement rendu à Reims le 18 février 1236